# Корницкий, Пётр Иванович
Петр Иванович Корницкий (1907, Киев — 23 июля 1978, Киев) — советский партийный деятель, 1-й секретарь Симферопольского городского комитета КПУ. Депутат Верховного Совета УССР 5-го созыва.

## Биография
Родился в 1907 году в Киеве. С пятнадцатилетнего возраста начал трудиться на производстве. Работал учеником слесаря киевского завода «Красный экскаватор», слесарем и инструктором школы фабрично-заводского ученичества (ФЗУ) киевского завода «Большевик».
Член ВКП(б) с 1930 года.
В 1935 году окончил Киевский политехнический институт, получил специальность инженера-механика. В 1935 — 1941 годах начальник участка, начальник ряда цехов киевского завода «Большевик». Дважды избирался секретарем заводского партийного комитета. В 1941 — ноябре 1943 года в эвакуации в городе Свердловске, РСФСР. Работал начальником отдела, заместителем директора эвакуированного завода «Большевик». В 1943 году избирался 2-м секретарем Октябрьского районного комитета ВКП(б) города Свердловска.
В ноябре 1943 — 1948 года 1-й секретарь Кагановичского (затем — Московского) районного комитета КП(б)У города Киева. В 1948 году — секретарь Киевского городского комитета КП(б)У. В 1948 — январе 1952 года 2-й секретарь Киевского городского комитета КП(б)У. 
В 1952 году 1-й секретарь Полтавского городского комитета КПУ.
В феврале 1954 — октябре 1961 года — 1-й секретарь Симферопольского городского комитета КПУ. Депутат Верховного Совета УССР 5-го созыва по Симферопольскому Центральному округу.
В 1961 — 1962 годах — директор Симферопольского литейно-механического завода (затем — «Фиолент») Министерства судостроительной промышленности СССР.
С 1962 года — персональный пенсионер.

## Награды
- дважды Орден Трудового Красного Знамени
- Орден «Знак Почёта»
- медали